# Rhodacarus zaheri
Rhodacarus zaheri är en spindeldjursart som beskrevs av Fouly och Nawar 1990. Rhodacarus zaheri ingår i släktet Rhodacarus och familjen Rhodacaridae. Inga underarter finns listade i Catalogue of Life.